# عدالت ۲۶۹

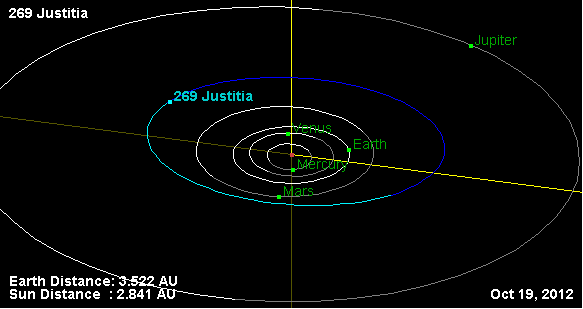
سیاره

سیارک ۲۶۹ (به انگلیسی: 269 Justitia) دویست و شصت و نهمین سیارک کشف شده‌است که در ۲۱ سپتامبر ۱۸۸۷ و در وین کشف شد.
قدر مطلق سیارک برابر ۹٫۵۰ است.